# Gelea
|  | Per a altres significats, vegeu «Gelea reial». |

La gelea (del francès de gelée) és un tipus de confitura que s'obté a partir del suc de fruites o hortalisses filtrat i concentrat amb afegit de sucres. A diferència de la melmelada, no conté partícules observables a simple vista. La seva consistència és gelatinosa i ferma, i els sòlids no solubles constitueixen almenys el 65% de la seva composició.
Per elaborar-lo es pot afegir gelatina o pectina. Els gels alimentaris dolços inclouen les postres gelatinoses, com el Jell-O i menjar blanc (també conegut com blancmange o pernil de fruites). Els gels alimentaris salats inclouen l'aspic o gelatina plana.
Són preparacions a base de closca de fruites, riques en pectina, cuites amb sucre, de consistència espessa però transparent. Per extreure aquests sucs, ni es pelen les peces ni s'eliminen cor i llavors. Només es renten i trossegen quan sigui necessari. Fet això, es couen, amb aigua o sense, per estovar-les i facilitar l'extracció del suc. Després s'aixafen i colen.

## Història
Pel que fa a les gelees dolces, els àrabs van portar aquesta tècnica del sud-est asiàtic on creixia la canya de sucre. Però ja el romà Marcus Gavius Apicius al segle I d.C. inclou en un llibre seu receptes per conservar les fruites, a base de mel.
Respecte a les gelees salades, abans de la disponibilitat de la gelea comercial es feia servir la gelatina dels ossos dels animals.